# Nujoom Hassan
Nujoom Hassan (Dhivehi ނޫޖޫމް ހަސަން; * 23. Februar 1996) ist ein Leichtathlet von den Malediven, der sich auf den Sprint spezialisiert hat.

## Sportliche Laufbahn
Erste internationale Erfahrungen sammelte Nujoom Hassan im Jahr 2015, als er bei den Asienmeisterschaften in Wuhan mit 23,02 s in der Vorrunde im 200-Meter-Lauf ausschied und mit der maledivischen 4-mal-100-Meter-Staffel mit 41,90 s den Finaleinzug verpasste. 2019 schied er bei den Asienmeisterschaften in Doha mit 41,80 s im Vorlauf mit der 4-mal-100-Meter-Staffel aus und belegte mit der 4-mal-400-Meter-Staffel in 3:30,59 min den fünften Platz. Bei den Südasienspielen in Kathmandu belegte er in 49,87 s den vierten Platz in der 4-mal-100-Meter-Staffel. 2023 startete er dank einer Wildcard im 100-Meter-Lauf bei den Weltmeisterschaften in Budapest und schied dort mit 11,30 s in der Vorausscheidungsrunde aus.

## Persönliche Bestleistungen
- 100 Meter: 11,30 s (−0,3 m/s), 19. August 2023 in Budapest
- 200 Meter: 23,07 s (−0,2 m/s), 6. Juni 2015 in Wuhan